# Miasto Mursko Središće
Miasto Mursko Središće (chorw. Grad Mursko Središće) – jednostka administracyjna w Chorwacji, w żupanii medzimurskiej. W 2011 roku liczyła 6307 mieszkańców.